# Странствие Розы
«Странствие Розы» (переводится также как «Паломничество Розы»; нем. Der Rose Pilgerfahrt) Op. 112 — произведение Роберта Шумана для хора и солистов в сопровождении оркестра, написанное в 1851 году на слова Генриха Морица Хорна. Примерная продолжительность звучания 62 минуты.
«Странствие Розы» принадлежит к ряду произведений Шумана, в которых композитор экспериментировал с промежуточными между вокальным циклом, ораторией и оперой формами. Сентиментальная история о розе, превратившейся в девушку и испытавшей различные радости и тягости человеческого существования, рассказывается несколькими повествователями и отчасти разыгрывается персонализированными партиями (Мельник и Мельничиха, Королева эльфов, Могильщик).
Премьера «Странствия Розы» состоялась 6 июля 1851 года в домашнем салоне Шумана в Дюссельдорфе.